# محمد عمري يحيى
محمد عمري يحيى (بالإنجليزية: Mohd Amri Yahyah)‏ (مواليد 21 يناير 1981 في سلاغور دار الإحسان) لاعب كرة قدم ماليزي دولي يجيد اللعب في خط الهجوم . يلعب حاليا لصالح نادي سلاغور الماليزي منذ سنة 2001 .

## روابط خارجية
- محمد عمري يحيى على موقع قاعدة بيانات كرة القدم.إي يو (الإنجليزية)
- محمد عمري يحيى على موقع ناشيونال فوتبول تيمز (الإنجليزية)
- محمد عمري يحيى على موقع Soccerway.com (الإنجليزية)